# Ischiopsopha castanoptera
Ischiopsopha castanoptera är en skalbaggsart som beskrevs av Moser 1926. Ischiopsopha castanoptera ingår i släktet Ischiopsopha och familjen Cetoniidae. Inga underarter finns listade i Catalogue of Life.